# 2010年亚洲运动会巴基斯坦代表团
2010年亚洲运动会巴基斯坦代表团共有169名运动员参赛，男运动员144位，女运动员仅25名。
奖牌榜：
| 名次 | 代表团   | 金牌 | 银牌 | 铜牌 | 总数 |
| ---- | -------- | ---- | ---- | ---- | ---- |
| 20   | 巴基斯坦 | 3    | 2    | 3    | 8    |

## 奖牌获得者

### 金牌
1. 巴基斯坦男子曲棍球队：曲棍球 - 男子
2. 阿米尔-阿特拉斯汗、马赫布卜、阿里-布特、达尼什-阿特拉斯汗：壁球 - 男子团体
3. 巴基斯坦女子板球队：板球 - 女子

### 银牌
1. 阿米尔-阿特拉斯汗：壁球 - 男子单打
2. 贾兹-艾哈迈德：武术 - 男子散手75公斤级

### 铜牌
1. 巴基斯坦男子板球队：板球 - 男子
2. 巴基斯坦男子卡巴迪队：卡巴迪 - 男子
3. 沙赫扎德、钱盖齐：台球 - 男子斯诺克团体